# A.G.H. Trasciende
La Asociación Guatemalteca de Artistas del Hip Hop Trasciende es una organización no gubernamental sin fines de lucro radicada en Guatemala, creada con el objetivo de promover la cultura hip hop como un medio de expresión y participación de la juventud para contrarrestar la violencia. Fue fundada en el 2009 por un grupo de artistas de la escena de hip hop guatemalteco, con la ayuda económica de una voluntaria holandesa llamada Esther Van Der Zijden.
En la asociación se imparten cursos y talleres sobre Bboying, Bgirling, MC-ing, DJ-ing y Grafiti, los cuales conforman los cuatro elementos del hip hop. Para este efecto, cuentan con 9 maestros profesionales, 4 de Bboying, 1 de newstyle, 1 de MC-ing, 1 de DJ-ing y 2 maestros de Grafiti. Las instalaciones de la asociación se han convertido en un punto de referencia y reunión de la creciente escena del hip hop guatemalteco.

## Historia
El movimiento Hip Hop en Guatemala comenzó a organizarse desde el año 2004, con la formación colectivos como "La Urbe". El proyecto actual de Trasciende deriva de una serie de talleres impartidos en el edificio de la oficina de Correos de la Ciudad de Guatemala, en donde se limitaban a ofrecen cursos de Bboying. Es así como en el 2008, Esther Van Der Zijden, una voluntaria holandesa, llegó a Guatemala y asistió a una de estas clases, las cuales vio como una alternativa para ofrecer a los jóvenes de las áreas marginales de la ciudad, para alejarlos de las pandillas y de las actividades delictivas.
En 2009 se conformó legalmente la asociación, pero aún no contaban con un espacio físico. Debido a esto, Van Der Zijden volvió a Holanda a convocar a un grupo de artistas para que brindaran ayuda económica al proyecto mediante la Fundación Amigos de Trasciende. De esta forma lograron asentarse en las instalaciones en las que se funciona actualmente la asociación.
Al abrir sus instalaciones comenzaron a impartir exclusivamente talleres de Bboying. Más tarde se incluyeron los talleres de MC-ing, DJ-ing y Grafiti. Además se implementaron talleres de Bgirling para fomentar la participación del público femenino.